# Мо Джонстон
Мо́ріс «Мо» Джо́нстон (англ. Mo Johnston; нар. 13 квітня 1963, Глазго) — шотландський футболіст, нападник. По завершенні ігрової кар'єри — футбольний тренер.

## Клубна кар'єра
У дорослому футболі дебютував 1981 року виступами за команду клубу «Партік Тісл», в якій провів три сезони, взявши участь у 85 матчах чемпіонату.
Протягом 1983—1985 років захищав кольори команди клубу «Вотфорд».
Своєю грою за останню команду привернув увагу представників тренерського штабу клубу «Селтік», до складу якого приєднався 1984 року. Відіграв за команду з Глазго наступні три сезони своєї ігрової кар'єри. Більшість часу, проведеного у складі «Селтіка», був основним гравцем атакувальної ланки команди. У складі «Селтіка» був одним з головних бомбардирів команди, маючи середню результативність на рівні 0,37 голу за гру першості.
1987 року уклав контракт з клубом «Нант», у складі якого провів наступні два роки своєї кар'єри гравця. Граючи у складі «Нанта» також здебільшого виходив на поле в основному складі команди. В новому клубі був серед найкращих голеодорів, відзначаючись забитим голом в середньому у кожній третій грі чемпіонату.
З 1989 року два сезони захищав кольори команди клубу «Рейнджерс». Тренерським штабом нового клубу також розглядався як гравець «основи». І в цій команді продовжував регулярно забивати, в середньому 0,46 рази за кожен матч чемпіонату.
Згодом з 1991 по 1996 рік грав у складі команд клубів «Евертон», «Хартс» та «Фолкерк».
Завершив професійну ігрову кар'єру в американському клубі «Канзас-Сіті Візердз», за команду якого виступав протягом 1996—2001 років.

## Виступи за збірну
1984 року дебютував в офіційних матчах у складі національної збірної Шотландії. Протягом кар'єри у національній команді, яка тривала 8 років, провів у формі головної команди країни 38 матчів, забивши 14 голів.
У складі збірної був учасником чемпіонату світу 1990 року в Італії.

## Кар'єра тренера
Розпочав тренерську кар'єру, повернувшись до футболу після невеликої перерви, 2005 року, очоливши тренерський штаб клубу «Нью-Йорк Ред Буллз».
Наразі останнім місцем тренерської роботи був клуб «Торонто», команду якого Мо Джонстон очолював як головний тренер до 2008 року.

## Титули і досягнення
- Чемпіон Шотландії (3):

«Селтік»: 1985-86
«Рейнджерс»: 1989-90, 1990-91
- Володар Кубка Шотландії (1):

«Селтік»: 1984-85